# グランドビュー (ワシントン州)
グランドビュー (Grandview) はアメリカ合衆国ワシントン州ヤキマ郡の都市である。2000年国勢調査によると、人口は8,377人である。

## 地理・気候
北緯46度15分13秒、西経119度54分36秒 (46.253670, -119.910133)に位置している。
アメリカ合衆国統計局によると、総面積14.0 km2 (5.4 mi2) である。このすべてが陸地である。
- 山:
- 河川:
- その他:

## 人口
2000年の国勢調査では、人口8,377人、2,431世帯、1,956家族が暮らしている。人口密度は599.0/km2 (1,552.3/mi2) である。184.5/km2 (478.3/mi2) の平均的な密度に2,581軒の住宅が建っている。この都市の人種的な構成は白人51.12%、アフリカン・アメリカン0.58%、ネイティブ・アメリカン0.94%、アジア0.94%、太平洋諸島系0.11%、その他の人種43.27%、混血3.03%である。この人口の68.04%はヒスパニックまたはラテン系である。
全世帯のうち、18歳未満の子供と同居している世帯が9.9%、夫婦のみの世帯が60.0%、未婚女性の世帯が14.6%であり、19.5%は家族を持たない。個人名義の世帯主が16.6%、そのうち65歳以上が7.8%である。世帯ごとの平均人数は3.40人、家族ごとの平均人数は3.80人である。
18歳未満の未成年が36.2%、18歳以上24歳以下が11.3%、25歳以上44歳以下が27.0%、45歳以上64歳以下が16.1%、65歳以上が9.4%、平均年齢は27歳である。女性100人に対して男性は98.5人である。18歳以上の女性100人に対して男性は96.6人である。
この都市の世帯ごとの平均的な収入は32,588 USドルであり、家族ごとの平均的な収入は36,165 USドルである。男性は29,321 USドルに対して女性は21,959 USドルの平均的な収入がある。この都市の一人当たりの収入 (per capita income) は12,489 USドルである。人口の16.0%及び家族の20.3%の収入は貧困線以下である。全人口のうち18歳未満の26.0%及び65歳以上の17.6%は貧困線以下の生活を送っている。